# (1524) Joensuu
(1524) Joensuu est un astéroïde de la ceinture principale.

## Description
(1524) Joensuu est un astéroïde de la ceinture principale. Il fut découvert le 18 septembre 1939 à Turku par Yrjö Väisälä. Il présente une orbite caractérisée par un demi-grand axe de 3,11 UA, une excentricité de 0,12 et une inclinaison de 12,7° par rapport à l'écliptique.

## Compléments